# Kotešová
Kotešová (Hongaars:Kotessó) is een Slowaakse gemeente in de regio Žilina, en maakt deel uit van het district Bytča.
Kotešová telt 1895 inwoners.